# Porto Saíde (província)
Porto Saíde (em árabe: محافظة بورسعيد‎; romaniz.: Muḥāfāzah Būr Sa‘īd) é uma província (moafaza) do Egito sediada em Porto Saíde. Possui 1 345 quilômetros quadrados e segundo censo de 2018, havia 760 152 habitantes.